# Argyropelecus hemigymnus
Argyropelecus hemigymnus е вид лъчеперка от семейство Sternoptychidae. Видът не е застрашен от изчезване.

## Разпространение
Разпространен е в Австралия, Албания, Алжир, Ангола, Аржентина, Белиз, Бенин, Босна и Херцеговина, Бразилия, Великобритания, Габон, Гамбия, Гана, Гвинея, Гвинея-Бисау, Гибралтар, Гренландия, Гърция, Демократична република Конго, Египет, Екваториална Гвинея, Западна Сахара, Ирландия, Исландия, Испания, Италия, Кабо Верде, Камерун, Кот д'Ивоар, Куба, Либерия, Либия, Мавритания, Мароко, Монако, Намибия, Нигерия, Нова Зеландия, Нова Каледония, Норвегия, Папуа Нова Гвинея, Португалия, САЩ, Сенегал, Сиера Леоне, Словения, Того, Тунис, Турция, Фолкландски острови, Франция, Хърватия, Чили, Южна Африка и Япония.

## Описание
На дължина достигат до 3,9 cm.
Продължителността им на живот е около 1 година. Популацията на вида е стабилна.